# Affaire Virginie Delmas
Pour les articles homonymes, voir Delmas.
L'affaire Virginie Delmas est une affaire criminelle française dans laquelle Virginie Delmas, 10 ans, a été enlevée le 5 mai 1987 à Neuilly-sur-Marne en Seine-Saint-Denis. Son corps nu est trouvé, le 9 octobre 1987 à Mareuil-lès-Meaux en Seine-et-Marne,,,. À ce jour, l'auteur de ce crime n'a pas été identifié.

## Biographie
Virginie est l'enfant unique de Jacques Delmas, boulanger dans une usine de pain, et de son épouse Françoise,. La famille habite dans un immeuble de la cité des Fauvettes à Neuilly-sur-Marne en Seine-Saint-Denis. Virginie a les yeux bleus, les cheveux châtains. Elle est une bonne élève, sportive et passionnée par le judo.

## Les faits et l'enquête
Le 5 mai 1987 dans l'après-midi, Virginie voulait regarder à la télévision une émission sur le judo. L'émission est déprogrammée. À environ 15 h 30, elle sort de l'appartement pour aller sur l'esplanade en bas de l'immeuble, rejoindre ses copines pour jouer. C'est la première fois qu'elle a l'autorisation de sortir seule. Elle doit aller au catéchisme à 17 h. Elle est enlevée en bas de l'immeuble. Vers 16 h 30, sa mère, inquiète de ne pas la voir revenir, descend et les amies de Virginie lui apprennent que celle-ci ne les a pas rejointes. Françoise Delmas va porter plainte au commissariat.
Le 9 octobre 1987, le cadavre de Virginie est retrouvé nu, au fond d'un verger à Mareuil-lès-Meaux, par un couple venu ramasser des pommes. Ses vêtements sont soigneusement pliés près d'elle. Elle sera identifiée grâce à ses empreintes dentaires. L'autopsie établit qu'elle a été tuée par étranglement, le jour de son enlèvement. Le corps est trop décomposé pour pouvoir établir si elle a subi des violences sexuelles.
Les enquêteurs rapprochent cette affaire avec trois autres dont le mode opératoire est similaire :
- L'affaire Hemma Davy-Greedharry.
- L'affaire Perrine Vigneron.
- L'affaire Sabine Dumont.

Les enquêteurs envisagent l'existence d'un tueur en série pédophile sévissant en Île-de-France.
En 1990, les enquêteurs examinent la culpabilité de Gérard Lebourg, qui sera condamné en 1992 pour l'enlèvement, le viol et l'assassinat de Delphine Boulay à Villerville en 1988. Il est établi qu'il n'était pas présent en région parisienne en mai et juin 1987.
En 1995, les enquêteurs soupçonnent Robert Black qui possédait une propriété en Dordogne. Mais il n'était pas présent en région parisienne en mai et juin 1987,.
En 1997, le dossier d'instruction du meurtre de Virginie est classé par le parquet de Bobigny.
Lydia Gouardo qui a été séquestrée, violée et torturée pendant 28 ans par son père Raymond, mort en 1999, a la conviction qu'il est l'assassin de Virginie Delmas. Gouardo venait souvent dans le verger où a été retrouvé le corps de Virginie. Ce verger appartenait à Michel Guillot, un ami de Gouardo. C'est un des lieux où Gouardo emmenait Lydia pour la violer.

### Documentaires télévisés
: document utilisé comme source pour la rédaction de cet article.
- « Affaire Sabine Dumont » le 7 mars 2010 dans Non élucidé sur France 2.
- « Les meurtres du printemps 87 » le 31 juillet, 8 et 13 août 2014 dans Les faits Karl Zéro sur 13e rue, puis sur RMC Découverte, puis sur Crime District.